# Burttdavya
Burttdavya é um género botânico pertencente à família Rubiaceae.